# Los Bulevares (Montevideo)
Los Bulevares es un barrio de la ciudad de Montevideo, perteneciente al Municipio A y al Centro Comunal Zonal 18. Limita con los barrios Paso de la Arena, La Paloma Tomkinson, Nuevo París, Sayago y la localidad de Melilla.
Dentro del barrio, la construcción que destaca es la Unidad Agroalimentaria Metropolitana, una moderna plataforma logística de comercialización mayorista de alimentos, inaugurado en 2021. El predio, que consta de 95 hectáreas, se ubica en Cno. Luis Eduardo Pérez 6651.